# 陳在元
陳在元，贵州遵義人，清朝官员，同進士出身。
嘉慶二十四年（1819年）清仁宗六旬已卯科進士，三甲六十一名，官直隸隆平縣知縣。